# Richard Ormonde Shuttleworth
Richard Ormonde Shuttleworth (16 de julho de 1909 Old Warden, Bedfordshire, Inglaterra — 2 de agosto de 1940 (31 anos) Ewelme, Oxfordshire Inglaterra), foi um piloto de corridas, aviador e colecionador prolífico de carros e aeronaves antigos. Sua coleção forma o núcleo da "Shuttleworth Collection". Ele morreu em um acidente aéreo em um exercício noturno de treinamento da RAF em 1940.